# Limenitis aufidia
Limenitis aufidia är en fjärilsart som beskrevs av Hans Fruhstorfer 1915. Limenitis aufidia ingår i släktet Limenitis och familjen praktfjärilar. Inga underarter finns listade i Catalogue of Life.